# Nybøl
 For alternative betydninger, se Nybøl (flertydig). (Se også artikler, som begynder med Nybøl)
Nybøl (tysk: Nübel) er en by på Sundeved i Sønderjylland med 1.117 indbyggere  (2024), beliggende 4 km nord for Broager, 9 km øst for Gråsten og 9 km vest for Sønderborg. Byen hører til
Sønderborg Kommune og ligger i Region Syddanmark. Byen hedder på sønderjysk Nøffel, og beboerne kaldes nøflinger
Nybøl hører til Nybøl Sogn, og i byen findes Nybøl Kirke. Den er en typisk romansk kampestensbygning fra omkring 1150 og nævnes første gang i Rydårbogen 1191. Det middelalderlige klokkehus står nord for kirken.
Sekundærrute 481 passerer gennem byen.

## Teglværker
Vest for Nybøl ligger det 6½ km² store Nybøl Nor, der via det smalle Egernsund er forbundet med Flensborg Fjord. På det tyske målebordsblad ses 17 teglværker omkring noret, på det danske ses 15. Der findes nu færre, men større teglværker. Vesterled Teglværk A/S overtog i 2000 Stoffers Teglværk og i 2004 – sammen med familien Matzen – A/S Bachmanns Teglværk.

## Faciliteter
Nybøl Skole har 122 elever, fordelt på 0.-6. klassetrin. Nybøl Børnehus har en vuggestuegruppe til 12 børn og to børnehavegrupper. Nybøl har en Dagli'Brugs,
Gelerts Gård er Sønderborg Kommunes Center for personer på 18-70 år med erhvervet hjerneskade. Det er opkaldt efter billedhuggeren Johannes Sophus Gelert (1852-1923).

## Historie
Nybøl var hovedby i Nybøl Herred, som havde tingsted ved Nybøl Kirke. Galgebakken i Nybøl var oprindeligt en henrettelsesplads med den første henrettelse i 1425 og den sidste i 1763.

### Nybøl Mølle
Nybøl Mølle er en hollandsk mølle, oprindeligt bygget i 1600-tallet. Den ligger 200 m syd for Sønderborgmotorvejen og ses tydeligt derfra. Under Treårskrigen angreb den danske hær 28. maj 1848 de tyske forbundstropper og fordrev dem fra Sundeved. Kampen blev afgjort omkring Nybøl Mølle, og møllen er gået over i historien som mindesmærke for den danske sejr. 1864 havde den preussiske Roeders Brigade hovedkvarter på Nybøl Mølle. Det var den brigade der under Slaget om Als først gik i land på Als den 29. juni 1864. I 1879 opstod der brand i møllen, hvorefter den samme år blev genopført. Møllen var i drift indtil 1957 og forfaldt derefter, men er senere restaureret et par gange og fredet i 1998. Ejerne åbner gerne møllen for besøg.

### Gravpladsen fra 1864
Da preusserne manglede en plads, hvor de kunne begrave deres døde efter stormen på Dybbøl Banke 18. april 1864, tog de en fjerdedel af Galgebakken i brug som en indviet gravplads. De begravede var overvejende menige soldater, og der er mindesmærker for 69 faldne tyskere og 21 faldne danskere. I maj 1945 blev ørnen på toppen af det preussiske mindesmærke fjernet, så kun kuglen var tilbage øverst på søjlen. I april 1983 gennemsøgte to mænd fra Nybøl området omkring Galgebakken og fandt med en metaldetektor den nedgravede ørn. Den blev repareret hos den lokale smed og genopsat.

### Broagerbanen
Nybøl havde station på Broagerbanen, der gik mellem Vester Sottrup og Skelde 1910-32. Stationsbygningen er revet ned. På det danske målebordsblad, der er tegnet efter nedlæggelsen af banen, ses to kroer og et mejeri i stationsbyen.

### Genforeningen
På Nybøl Kirkegård står Peder og Magdalene Moos' gravsten, som oprindeligt blev indviet i eftersommeren 1920 til minde om at kong Christian 10. besøgte parret 13. juli 1920, 2 dage efter genforeningsfesten på Dybbøl. Magdalene Moos var formand for Den Nordslesvigske Kvindeforening. Ude på kirkepladsen står en sten, der blev rejst i 1945 til minde om både Genforeningen i 1920 og Befrielsen.

## Galleri
- Krigergrave på Galgebakken
- Markerede stolpehuller efter et hus fra 1000-tallet ved Viggo Kragh-Hansens Vej
- Nøffelskoven umiddelbart nordvest for Nybøl
- Mindetavle på graverhuset ved kirken

## Kendte personer født i Nybøl
- Zacharias Lund, 1608–1667, digter og filolog
- Johannes Sophus Gelert, 1852–1923, billedhugger